# AN/ALE-38
Der AN/ALE-38 (JETDS-Bezeichnung) ist ein Außenlastbehälter für Militärflugzeuge, mit dem große Mengen an Düppeln (englisch Chaff) ausgebracht werden können (englisch Chaff Pod). Dadurch können Chaff-Korridore erzeugt werden, die andere Flugzeuge vor der Entdeckung durch die Luftraumüberwachung oder einer Bekämpfung durch radargestützte, bodengebundene Luftverteidigung eines Gegners schützen. Produziert wurde das Gerät von dem US-Hersteller Tracor.

## Beschreibung
Der AN/ALE-38 ist ein runder Behälter, der an den Unterflügelstationen eines Flugzeuges aufgehängt werden kann. Er hat in etwa die Größe eines Flügelaußentanks. Am vorderen und hinteren Ende des Behälters befindet sich je eine Öffnung. Durch die vordere Öffnung strömt Fahrtwind in den Behälter. In der hinteren Öffnung enden sechs Rohre, durch die der Chaff freigesetzt wird. Im Inneren befinden sich sechs Rollen. Auf jeder Rolle sind zwei Lagen Mylar-Folie aufgerollt, zwischen denen sich der Chaff befindet. Zum Ausbringen werden diese Rollen mittels eines mit Stau-Luft (englisch RAM Air) angetriebenen Getriebes abgerollt und die beiden Trennfolien auf je einer Aufnahmerolle aufgerollt. Der dazwischenliegende Chaff fällt in ein Rohr, wird von der durchströmenden Luft durch die hintere Öffnung des Behälters nach außen geblasen und verwirbelt dort.
Der Mix an Chaff zur Abdeckung unterschiedlicher Frequenzbänder wird vor der Beladung des Behälters festgelegt und erfolgt durch Bestückung des Behälters mit verschiedenen Chaff-Rollen. Der Chaff kann kontinuierlich oder gepulst ausgestoßen werden. Eingestellt wird dies vor dem Flug an einem Bedienpanel am Behälter. Im Flug kann der Behälter nur ein- und ausgeschaltet werden. Die Beladung des Pods reicht für einen Korridor von 80 nautischen Meilen (ca. 144 km) Länge.
Im Notfall kann der ganze Behälter, wie die meisten Außenlasten an Kampfflugzeugen, abgeworfen werden.
Der ALE-38 ist eine Weiterentwicklung des im Vietnam-Krieg eingesetzten AN/ALE-2. Ursprünglich wurde der AN/ALE-38 für die F-105 Thunderchief und F-4 Phantom der amerikanische Luftwaffe entwickelt. Später wurde er auch von dem unbemannten Luftfahrzeug Teledyne-Ryan AQM-34G/H/V Firebee RPV mitgeführt. Der erste Einsatz des AN/ALE-38 erfolgte ab ca. 1972. Die fast baugleiche Version des Pods für die amerikanische Marine trägt die Bezeichnung AN/ALE-41. Die Produktion des ALE-38/ALE-41 wurde vermutlich 1985 eingestellt. Nachfolger ist der AN/ALE-43. Bei der deutschen Luftwaffe waren die beiden mit RF-4E Phantom II ausgerüsteten Aufklärungsgeschwader in Bremgarten und Leck sowie die beiden F-4F Phantom II fliegenden Jagdgeschwader in Neuburg und Wittmund mit dem AN/ALE-38 ausgestattet.

## Daten
- Länge des Behälters: ca. 3,40 m[2]
- Durchmesser: ca. 50 cm[2]
- Gewicht: 96 kg (leer) / 213 kg (voll)[3]
- Zulässige Höchstgeschwindigkeit: 550 Knoten / Mach 1,2[3]
- Höchstzulässiges Lastvielfaches: 4g[3]
- Luftwiderstand: ca. 2/3 eines Außentanks[3]
- Frequenzabdeckung: 2–6 GHz und 10–18 GHz[4]

## Trägerflugzeuge
- Douglas A-3
- Douglas EA-4
- Grumman A-6/EA-6
- Douglas EB-66
- McDonnell F-4
- Republic F-105F
- Saab 35
- AQM-34H/V

## Nutzer
- USA (USAF/USN)
- Dänemark
- Israel
- Japan
- Norwegen
- Südkorea
- Westdeutschland